# УПА-Південь
«УПА-Південь» — структурна одиниця УПА. Діяла на території більшої частини Поділля: Хмельниччини, Вінниччини, а також частково Київщини, Житомирщини, півночі Тернопільщини та півдня Рівненщини.
Почин до створення УПА-Південь дала Похідна Група ОУН-Південь, що в складі близько тисячі членів вирушила в червні 1941 р. на терени південної України. В таких містах як Одеса, Кривий Ріг, Дніпропетровськ, Маріуполь та Сталіно постали сильні центри революційного підпілля, зложені з місцевого українського населення і керовані переважно місцевими націоналістами-революціонерами.
Одеса скоро стала центром друкування підпільної літератури для всієї України, зокрема тут друкувалися всі відозви й брошури на мовах східних народів.
На території діяльності крайової Групи УПА-Південь формування повстанських відділів розпочалося в серпні 1943 р. В одному з оунівських звітів зазначалося: «літо 1943 р. вдалося зорганізувати перші боївки на Київщині, Полтавщині, Вінниччині, Дніпропетровщині. Під осінь появились на Холодноярщині і Уманщині, почалася підготовка військової роботи на Одещині».
Спочатку в регіоні діяла спеціально сформована восени 1943 р. група Повстанської армії «Кодак». Однак швидкий наступ Червоної армії на зламі 1943—1944 рр. дезорганізував військовотворчі заходи ОУН(б), не дозволивши розбудувати потужніших повстанських структур.
Суперечливою залишається інформація, щодо питання чи командував УПА-Південь Омелян Грабець. На допиті в НКВС Ткачук Ілля Микитович розповідав, що командиром другої генеральної округи куди входили Вінницька, Кам'янець-Подільська і Бердичевсько-Проскурівська воєнні округи УПА командував «Богун»-«Батько», такі псевда носив Омелян Грабець. (Літопис УПА. Нова серія. Т.9. С.707). Можна припустити, що Омелян Грабець займався створенням і організацією УПА на Вінниччині і Хмельниччині з літа 1943 року до грудня місяця, до поки командування на себе не перебрав Василь Кук.

## Командири УПА-Південь
- Кук Василь: грудень 1943 — друга половина 1944 року.
- Олійник Петро: друга половина 1944 — грудень 1945 року.
- Котик Семен: грудень 1945 року (?)
- «Гармаш»: січень 1946 (?) — 26 липня 1946 року. (Виконував обов'язки командира УПА-Південь)

## Перша половина 1944 р
Командування УПА-Південь в 1944 р.
- Командир: Василь Кук-«Леміш».
- Шефи військового штабу: Олександр Даниленко-«Полтавченко», Василь Процюк-«Микола», Леонід Ступницький-«Гончаренко».
- Політвиховник: Михайло Степаняк-«Сергій».

Група «Кодак» була сформована восени 1943 р. з підрозділів ВО «Богун» для діяльності на території Осередньо-східних українських земель ОСУЗ і Трансністрії.
Група «Кодак» складалася із 2-х куренів (по 3 сотні в кожному курені) і 1-ї сотні. Курінь командира «Бистрого», сотенні «Довбуш», «Борун», «Тополя». Курінь командира «Крука», сотенні «Хмара», «Запорожець», «Тополя». Сотня під командуванням «Яреми». Всього в групі «Кодак» було 488 осіб.
У січні-березні 1944 р. сотні групи «Кодак» були поділені між трьома Воєнними округами:
1. ВО «Холодний Яр» (командир Микола Свистун — «Ясень») — охоплювала територію Східної Черкащини і Кіровоградщини;
2. ВО «Умань» (командир Осип Безпалько «Остап») — західні райони Черкаської області;
3. ВО «Вінниця» (командир Омелян Грабець — «Батько») — Вінницька та південні й центральні райони сучасної Хмельницької області.

В Літописі УПА Нова серія. Т.8. — С.1285. називаються інші воєнні округи (ВО), а саме Київська, Подільська і Волинська.
Дещо інший поділ УПА-Південь називає Басюк Євген Михайлович. Він стверджує, що до цієї групи входила Київська генеральна військова округа, яка об'єднувала Київську, Вінницьку і Кам'янець-Подільську військові округи. 
Певно, у квітні 1944 р. курені (з'єднання) групи ВО «Богун» було зведено у з'єднання «Донбас» і «Холодний Яр». Перше під командуванням «Балабана» у складі куренів «Довбенка» і «Бувалого» після боїв під Гурбами брало участь у рейді за р. Случ. З'єднання «Холодний Яр» (чисельність приблизно 2 тис. осіб) під командуванням М. Свистуна-«Ясеня» 23 квітня 1944 р. передано до складу УПА-Південь.
З'єднання «Холодний Яр» УПА-Південь.
Командир — Микола Свистун-«Ясень».
Шеф штабу — Євген Басюк «Чорноморець», «Компанієць».
Оперативний старшина — «Клех».
Командир розвідки — «Шахрай».
Виховник — «Мирон».
Військово-польова жандармерія — «Залізо».
Інтендант — невстановлений.
Ад'ютант — «Кропивний».
Шеф зв'язку — «Громовий».
Курені і сотні
Курінь «Сторчана» — сотні: «Лютого», «Булки», «Корнієнка».
Курінь «Мамая» — сотні: «Кропиви», «Великана» (Кондрас Михайло), «Дорошенка».
Курінь «Вира» — сотні: «Задорожного», «Ярошенка», «Бади».
До його складу входив і курінь Олександра Поліщука-«Лихо», «Кайдаш», «Ворон», «Дик», який щойно створився на теренах Здолбунівщини з новомобілізованих селян.
Складалась УПА-Південь з куренів під командуванням:
- Остапа Качана-«Саблюка».
- Івана Климишина-«Крука».
- Ярослава Білінського-«Бистрого».
- Степана Савчука-«Наливайка».
- Максима Скорупського-«Макса», а також окремі групи і підвідділи.

За Петром Содолем навесні 1944 р. в УПА-Південь були такі курені:
- Курінь — командир «Сторчан».
- Курінь — командир «Мамая».
- Курінь — командир «Довбенко».
- Курінь — командир «Птах».
- Курінь — командир «Бистрий».
- Курінь — командир «Докс».
- Курінь — командир «Бувалий».
- Курінь — командир «Лихо».
- Курінь — командир «Макс».
- Курінь — командир «Саблюк».

## Друга половина 1944 р
У липні-серпні 1944 р. структура визвольного руху на території південної Рівненщини (лівобережжя р. Горинь), Кременеччина (волинські райони Тернопільської обл.), Кам'янець-Подільська (Хмельницька) і Вінницька області та південна частина Київської області були закріплені за південно-східною Генеральною округою (ГО) («22»). На території південно-східної ГО надалі діяла УПА-Південь разом із включеною до її складу ВО «Богун» (певно під назвою «Донбас»).
Генеральна округа (ГО) «22» поділялася на:
— Група «22а» — практично колишня територія ВО «Богун».
— Група «22б» — майже вся територія Кам'янець-Подільської області.
— Група «22в» — майже вся територія Вінницької області.
Структура і командний склад УПА-Південь були такими:
- Командири: Василь Кук-«Леміш», Петро Олійник-«Роман».
- Шефи військового штабу: Леонід Ступницький-«Гончаренко», Микола Свистун-«Ясень».
- Політвиховник: Сочинський-«Козуб».

УПА-Південь складалася із з'єднань:
- «Донбас» (командир: Матвій Токар-«Босота», «Юда»).
- «Холодний Яр» (командири: Микола Свистун-«Ясен», Семен Котик-«Вир»).

До складу з'єднань входили курені (бригади) під командуванням:
- Ярослава Білінського-«Бистрого».
- «Вира».
- Івана Золотнюка-«Довбенка».
- Михайла Кондраса- «Великан» («Міша»).
- Миколи Мельника-«Коваленка».
- Остапа Качана-«Шаркана».
- «Шума».
- «Чернеця».
- «Байди».

Сотні діяли під командуванням:
- «Андрія»
- «Голоти».
- «Ваньки».
- «Вітра».
- «Володимира».
- «Ворона».
- «Вертуна».
- «Веремії».
- «Крука».
- «Криги».
- Івана Магери-«Кума».
- «Меча».
- «Мухи».
- «Наливайка».
- «Панька».
- Потапчука-«Партизана»,
- Анатолія Шморгуна-«Піжхмарного».
- «Пограничного».
- «Смілого».
- «Сокола».
- «Сома».
- «Тернити».
- «Тополі».
- Григорія Кравчука-«Хмари».
- «Чорногори».
- «Шепила».
- «Шпали».
- «Щуки».
- «Щупака».
- «Ярошенка» та ін.

Частина підрозділів УПА-Південь діяла невеликими групами (20-50 осіб) у південно-східних районах ГО (Кам'янець-Подільська, Вінницька, Київська обл.) та за її межами (Тернопільська, Львівська обл.). Чисельність УПА-Південь на початок осені 1944 р. становила до 1500 осіб.

## Перша половина 1945 р
Частину підрозділів УПА-Південь було передано до складу УПА-Північ та УПА-Захід. Зокрема відділи «Вихра», «Морозенка» та «Чорні Гайдамаки» (загалом 150—200 осіб) перейшли до З'єднання груп (ЗГ) «44».
Основою УПА-Південь було з'єднання «Холодний Яр» чисельністю близько 500 вояків. Його командиром був С. Котик-«Докс», а заступником, певно, Михайло Кондрас-«Міша».
До складу з'єднання входили підрозділи:
- «Гамалії».
- Ананія Присяжнюка-«Гарасима».
- «Голуба».
- «Гордієнка».
- «Карася».
- Федора Олійника-«Летуна».
- Хоми Литвинюка-«Лугового».
- «Мамая».
- М. Кондраса-«Міші».
- «Нечая».
- «Сокола».
- «Яструба» та ін.

## Друга половина 1946 р
Функції командира УПА-Південь і з'єднання «Холодний Яр» аж до загибелі 26 липня 1946 р. на Мізоччині виконував сотник «Гармаш».
До складу з'єднання входили підвідділи:
- Ананія Присяжнюка-«Гарасима».
- Федора Мельничука-«Гука».
- Олександра Кравчука-«Крука».
- Михайла Кондраса-«Міші» та ін.

Загальна чисельність до 150 осіб.
Наприкінці 1946 р. ці підрозділи були переведені в підпільну мережу ОУН(б) й припинили боротьбу партизанськими методами.

## Чисельність УПА-Південь
Чисельність УПА-Південь на весну 1944 р. 1000—1500 повстанців, на початок осені 1500 повстанців. Перша половина 1945 р. 500 осіб, друга половина 1946 р. 150 осіб.
- ВО «Холодний Яр» близько 500—900 повстанців.
- ВО «Умань» близько 200—300 повстанців.
- ВО «Вінниця» 300 повстанців.

## Джерело
- Петро Мірчук Українська Повстанська Армія 1942—1952. Документи і матеріали / Петро Мірчук. — Передрук з вид. 1953 р., Мюнхен. — Львів: Просвіта, 1991. — С. 320. —(Книгозбірня «Просвіти»). — ISBN 5-7707-0630-9.
- Євген Стахів-Павлюк Боротьба українського народу на східноукраїнських землях 1941—1944 (Спомини очевидця і учасника). — Б.м., 1947. — 16 с. — (Із збірки: Доповіді для українського самостійника на чужині; ч. 6, 1947).
- Літопис УПА. Нова серія. Т. 8: Волинь, Полісся, Поділля: УПА та запілля 1944-1946 / HAH України. Інститут української археографіі тa джерелознавства ім. М. C. Грушевського; Видавництво «Літопис УПА» та ін. — Київ-Торонто, 2006. — 1448 с. — ISBN 966-96340-5-9.
- Патриляк І. К. «Встань і борись! Слухай і вір…»: українське націоналістичне підпілля та повстанських рух (1939—1960 рр.): Монографія / Центр дослідження визвольного руху. — Львів: Часопис, 2012. — 592 с.
- Короткий нарис діяльності УПА та її запілля на ПЗУЗ і в прилеглих регіонах у 1943—1946 рр. / О. Вовк // Український визвольний рух: наукова збірка. — Львів, 2006. — Збірник 8. — С. 164—224.
- Командир групи УПА «Південь» полковник «Батько»: омелян Грабець у спогадах бойових друзів та родини / упоряд. Г. Грабець; ред. Ю. Судин. — Коломия: Вік, 2001. — 214 с. — ISBN 966-550-153-4.
- Содоль П. Українська Повстанча Армія, 1943—49: довідник / Петро Содоль. — Нью-Йорк: Пролог, 1994. — 199 с. — (Бібліотека «Прологу і сучасности»; ч. 194.1).
- Кокін С. А. Анотований покажчик документів з історії ОУН і УПА у фондах Державного архіву СБУ. — Вип. 1: Анотований покажчик документів з фонду друкованих видань (1944—1953) / С. А. Кокін; НАН України. Інститут історії України; Державний комітет архівів України; Державний архів служби безпеки України. — Київ: б.в., 2000. — С. 23.
- Жив'юк А. А., Марчук І. В. Від «Дерманської республіки» до «Дерманської трагедії»: нариси історії українського визвольного руху в Дермані на Волині / Андрій Жив'юк, Ігор Марчук; Рівненська обласна рада, Рівненська обласна державна адміністрація, Науково-редакційна група книги «Реабілітовані історією. Рівненська область». — Рівне: ПП ДМ, 2011. — С. 62.